# Абрамовская (Шенкурский район)
Абрамовская — деревня в Шенкурском районе Архангельской области. Входит в состав муниципального образования «Шеговарское».

## География
Деревня расположена в южной части Архангельской области, в таёжной зоне, в пределах северной части Русской равнины, в 37 километрах на север от города Шенкурска, на левом берегу реки Ледь, притока Ваги. Ближайшие населённые пункты: на севере деревня Пушка, на юго-востоке деревня Сенчуковская.
Часовой пояс
Абрамовская, как и вся Архангельская область, находится в часовой зоне МСК (московское время). Смещение применяемого времени относительно UTC составляет +3:00.

## Население
| 2002 | 2010 | 2012 |
| ---- | ---- | ---- |
| 9    | ↗17  | ↗18  |

## История
Указана в «Списке населённых мест по сведениям 1859 года» в составе Шенкурского уезда(2-го стана) Архангельской губернии под номером «2393» как «Абрамовская (Черный ручей)». Насчитывала 6 дворов, 12 жителей мужского пола и 17 женского.
В «Списке населенных мест Архангельской губернии к 1905 году» деревня Абрамовская (Черный ручей) насчитывает 7 дворов, 30 мужчин и 28 женщин. В административном отношении деревня входила в состав Предтеченского сельского общества Предтеченской волости.
В марте 1918 года деревня оказывается в составе Шеговарской волости, выделившейся из Предтеченской. На 1 мая 1922 года в поселении 9 дворов, 21 мужчина и 26 женщин.